# Campeonato mundial B de hockey patines masculino de 2006
El XII Campeonato mundial B de hockey sobre patines masculino se celebró en Uruguay en 2006, con la participación de doce Selecciones nacionales masculinas de hockey patines: las tres últimas clasificadas en el Campeonato mundial A de hockey patines masculino de 2005 más otras nueve por libre inscripción. Todos los partidos se disputaron en la ciudad de Montevideo.
Los tres primeros clasificados ascendieron al Campeonato mundial A de hockey patines masculino de 2007.

## Equipos participantes
De las 12 selecciones nacionales participantes del torneo, 2 son de Europa, 3 de América, 2 de Asia, 3 de África y 2 de Oceanía.
| Australia     |
| Austria       |
| Egipto        |
| India         |
| Macao         |
| México        |
| Mozambique    |
| Nueva Zelanda |
| Países Bajos  |
| Sudáfrica     |
| Uruguay       |
| Colombia      |

## Primera Fase

### Grupo A
| Equipo        | Pts | PJ | PG | PE | PP | GF | GC | DG  |
| ------------- | --- | -- | -- | -- | -- | -- | -- | --- |
| Países Bajos  | 7   | 3  | 2  | 1  | 0  | 24 | 3  | +21 |
| Colombia      | 7   | 3  | 2  | 1  | 0  | 15 | 3  | +12 |
| Uruguay       | 3   | 3  | 1  | 0  | 2  | 4  | 5  | -1  |
| Nueva Zelanda | 0   | 3  | 0  | 0  | 3  | 2  | 34 | -32 |

|               | Bandera de Nueva Zelanda | Bandera de Uruguay | Bandera de Colombia | Bandera de los Países Bajos |
| ------------- | ------------------------ | ------------------ | ------------------- | --------------------------- |
| Nueva Zelanda |                          |                    |                     |                             |
| Uruguay       | 3-1                      |                    |                     |                             |
| Colombia      | 11-0                     | 2-1                |                     |                             |
| Países Bajos  | 20-1                     | 2-0                | 2-2                 |                             |

### Grupo B
| Equipo     | Pts | PJ | PG | PE | PP | GF | GC | DG  |
| ---------- | --- | -- | -- | -- | -- | -- | -- | --- |
| Mozambique | 9   | 3  | 3  | 0  | 0  | 29 | 1  | +28 |
| Sudáfrica  | 6   | 3  | 2  | 0  | 1  | 13 | 8  | +5  |
| Austria    | 3   | 3  | 1  | 0  | 2  | 9  | 14 | -5  |
| Egipto     | 0   | 3  | 0  | 0  | 3  | 6  | 34 | -28 |

|            | Bandera de Egipto | Bandera de Austria | Bandera de Sudáfrica | Bandera de Mozambique |
| ---------- | ----------------- | ------------------ | -------------------- | --------------------- |
| Egipto     |                   |                    |                      |                       |
| Austria    | 7-4               |                    |                      |                       |
| Sudáfrica  | 11-2              | 2-1                |                      |                       |
| Mozambique | 16-0              | 8-1                | 5-2                  |                       |

### Grupo C
| Equipo    | Pts | PJ | PG | PE | PP | GF | GC | DG  |
| --------- | --- | -- | -- | -- | -- | -- | -- | --- |
| Macao     | 9   | 3  | 3  | 0  | 0  | 30 | 8  | +22 |
| México    | 6   | 3  | 2  | 0  | 1  | 25 | 11 | +14 |
| Australia | 3   | 3  | 1  | 0  | 2  | 12 | 17 | -5  |
| India     | 0   | 3  | 0  | 0  | 3  | 9  | 40 | -31 |

|           | Bandera de la India | Bandera de Australia | Bandera de México | Bandera de Macao |
| --------- | ------------------- | -------------------- | ----------------- | ---------------- |
| India     |                     |                      |                   |                  |
| Australia | 10-5                |                      |                   |                  |
| México    | 10-2                | 9-2                  |                   |                  |
| Macao     | 20-2                | 3-0                  | 7-6               |                  |

## Segunda Fase
Los dos primeros de cada grupo de la primera fase se clasificaron para luchar por los seis primeros puestos. Se disputó una eliminatoria el primer de un grupo contra el segundo de otro (1ºA-2ºB, 1ºB-2 °C, 1 °C-2ºA). De forma análoga se hizo con los dos últimos de cada grupo.

### Puestos 7º-12º
| Uruguay   | 6 - 2 | Egipto        |
| Austria   | 9 - 2 | India         |
| Australia | 7 - 0 | Nueva Zelanda |

### Puestos 1º-6º
| Países Bajos | 7 - 3  | Sudáfrica |
| Mozambique   | 18 - 1 | México    |
| Macao        | 2 - 3  | Colombia  |

## Fase Final

### Grupo 10º al 12º
| Equipo        | Pts | PJ | PG | PE | PP | GF | GC | DG  |
| ------------- | --- | -- | -- | -- | -- | -- | -- | --- |
| Nueva Zelanda | 6   | 2  | 2  | 0  | 0  | 23 | 6  | +17 |
| Egipto        | 3   | 2  | 1  | 0  | 1  | 16 | 11 | +5  |
| India         | 0   | 2  | 0  | 0  | 2  | 6  | 28 | -22 |

|               | Bandera de la India | Bandera de Egipto | Bandera de Nueva Zelanda |
| ------------- | ------------------- | ----------------- | ------------------------ |
| India         |                     |                   |                          |
| Egipto        | 12-4                |                   |                          |
| Nueva Zelanda | 16-2                | 7-4               |                          |

### Grupo 7º al 9º
| Equipo    | Pts | PJ | PG | PE | PP | GF | GC | DG |
| --------- | --- | -- | -- | -- | -- | -- | -- | -- |
| Uruguay   | 6   | 2  | 2  | 0  | 0  | 4  | 0  | +4 |
| Australia | 3   | 2  | 1  | 0  | 1  | 4  | 5  | -1 |
| Austria   | 0   | 2  | 0  | 0  | 2  | 3  | 6  | -3 |

|           | Bandera de Austria | Bandera de Australia | Bandera de Uruguay |
| --------- | ------------------ | -------------------- | ------------------ |
| Austria   |                    |                      |                    |
| Australia | 4-3                |                      |                    |
| Uruguay   | 2-0                | 2-0                  |                    |

### Grupo 4º al 6º
| Equipo    | Pts | PJ | PG | PE | PP | GF | GC | DG |
| --------- | --- | -- | -- | -- | -- | -- | -- | -- |
| Macao     | 4   | 2  | 1  | 1  | 0  | 10 | 6  | +4 |
| Sudáfrica | 4   | 2  | 1  | 1  | 0  | 12 | 9  | +3 |
| México    | 0   | 2  | 0  | 0  | 2  | 3  | 10 | -7 |

|           | Bandera de México | Bandera de Sudáfrica | Bandera de Macao |
| --------- | ----------------- | -------------------- | ---------------- |
| México    |                   |                      |                  |
| Sudáfrica | 6-3               |                      |                  |
| Macao     | 4-0               | 6-6                  |                  |

### Grupo 1º al 3º
| Equipo       | Pts | PJ | PG | PE | PP | GF | GC | DG |
| ------------ | --- | -- | -- | -- | -- | -- | -- | -- |
| Mozambique   | 6   | 2  | 2  | 0  | 0  | 11 | 3  | +8 |
| Países Bajos | 3   | 2  | 1  | 0  | 1  | 4  | 6  | -2 |
| Colombia     | 0   | 2  | 0  | 0  | 2  | 2  | 8  | -6 |

|              | Bandera de Colombia | Bandera de los Países Bajos | Bandera de Mozambique |
| ------------ | ------------------- | --------------------------- | --------------------- |
| Colombia     |                     |                             |                       |
| Países Bajos | 2-1                 |                             |                       |
| Mozambique   | 6-1                 | 5-2                         |                       |

## Clasificación final
| 1. Mozambique     |
| 2. Países Bajos   |
| 3. Colombia       |
| 4. Macao          |
| 5. Sudáfrica      |
| 6. México         |
| 7. Uruguay        |
| 8. Australia      |
| 9. Austria        |
| 10. Nueva Zelanda |
| 11. Egipto        |
| 12. India         |